# Jean Weinberg

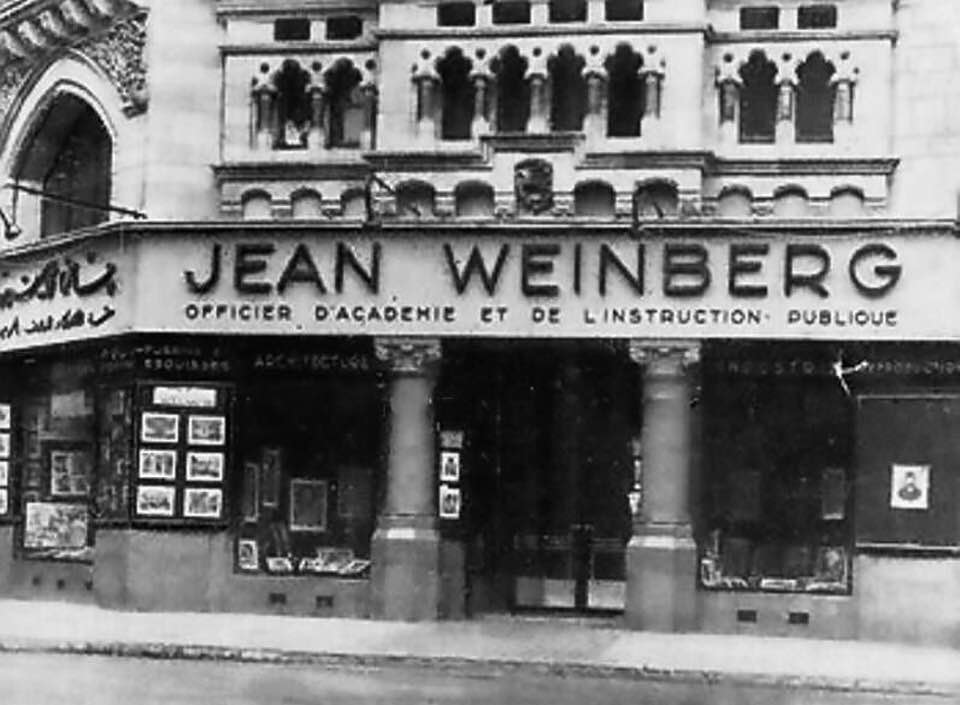
Provozovna Jeana Weinberga v centru Káhiry, Egypt

Jean Weinberg byl rumunský židovský fotograf.

## Životopis
Weinberg vlastnil studio Foto Français ve čtvrti Pera (v současnosti známá jako Beyoğlu) v Istanbulu. V roce 1926 najal jako svého asistenta rakouského fotografa Othmara Pferschyho. Pferschy se osamostatnil a v roce 1931 si otevřel vlastní studio. Během oslav Dne republiky v roce 1929 v paláci Ankara Weinberg úmyslně kopal do stativu Cemala Işıksela, kterému turecký prezident Mustafa Kemal Atatürk udělil vyznamenání „prvního fotožurnalisty“ v Turecku. V důsledku toho bylo Weinbergovi zakázáno Atatürka fotografovat.
Dne 11. června 1932 turecký parlament schválil zákon 2007 o umění a povoláních vyhrazených tureckým občanům v Turecku, který zakazoval zahraničním fotografům pracovat v Turecku. V důsledku toho se oba dva, Pferschy a Weinberg, v roce 1932 přestěhovali do Alexandrie. Po několika měsících se do Istanbulu vrátili se záměrem přestěhovat svá studia do Egypta. Weinberg měl v Egyptě úspěšnou kariéru, kde je známo, že fotografoval členy egyptské královské rodiny alespoň do roku 1948.

## Galerie
Fotografie Jeana Weinberga:

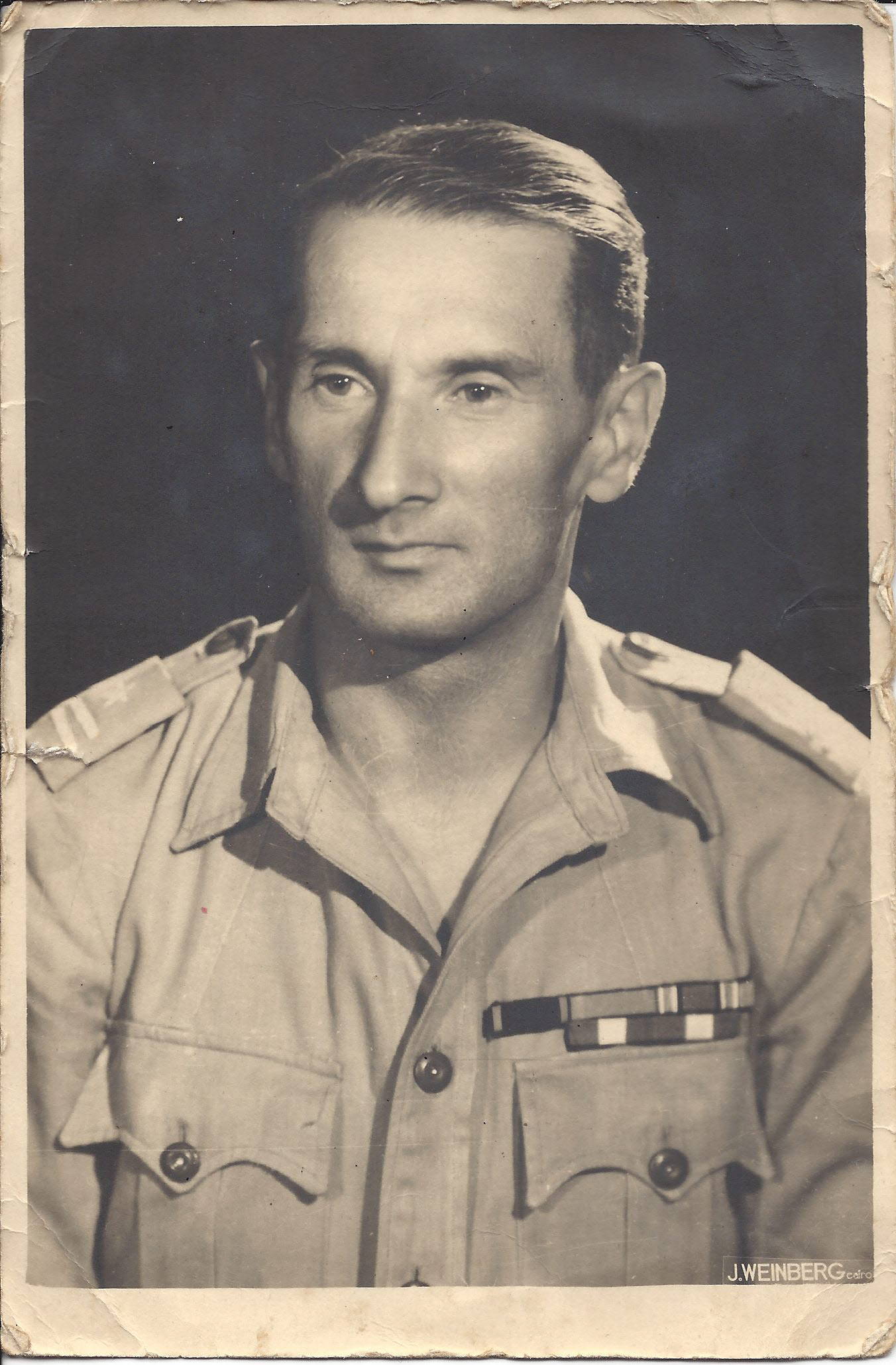
Major Zenon Offenkowski
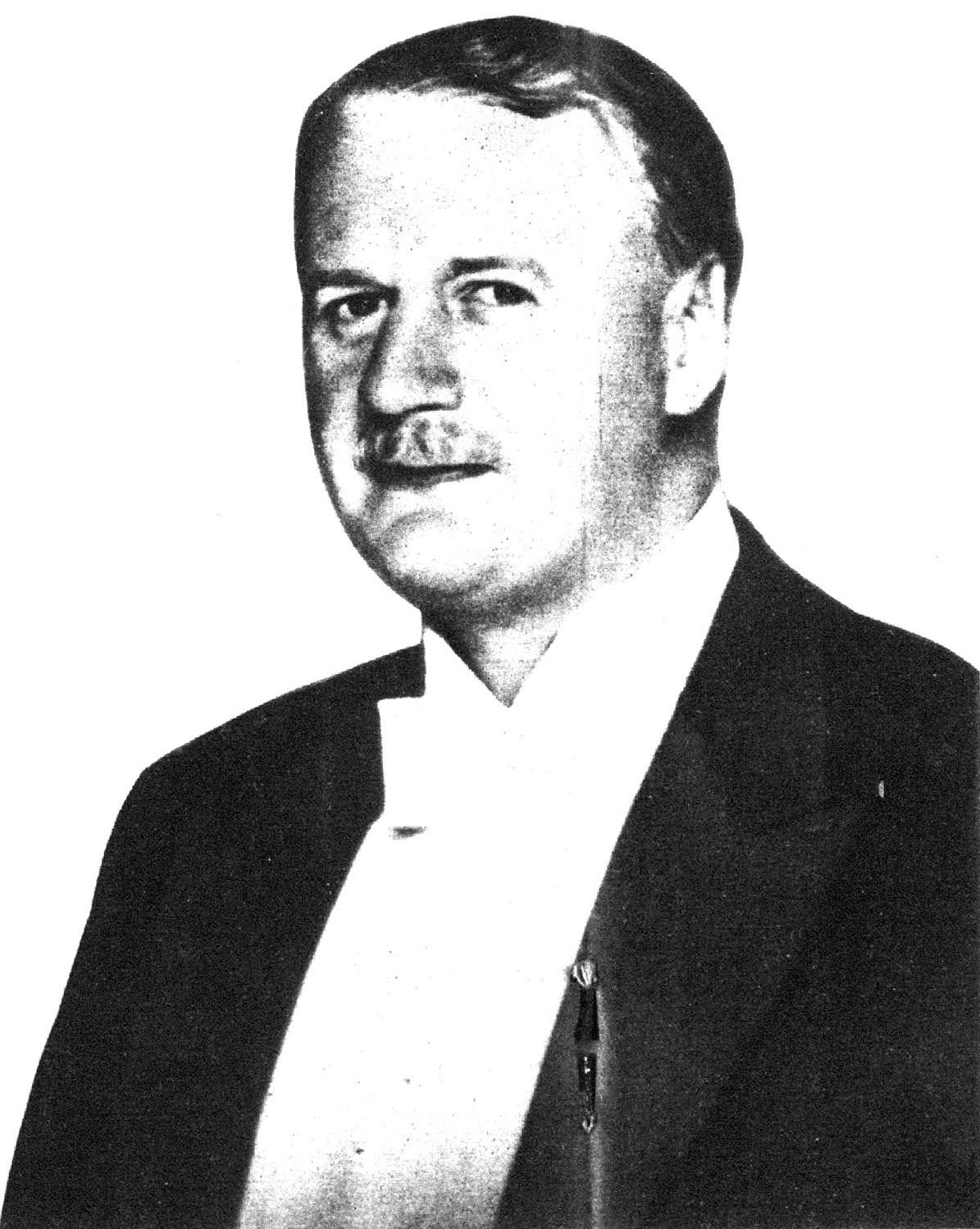
Miles Lampson
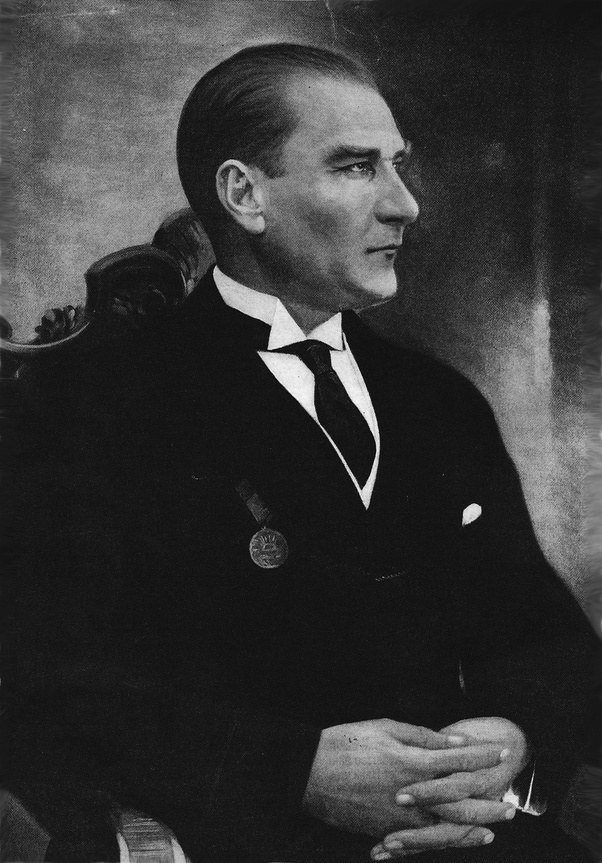
Mustafa Kemal Atatürk